# Fondali di Scilla
Fondali di Scilla este o arie protejată (arie specială de conservare — SAC, sit de importanță comunitară — SCI) din Italia întinsă pe o suprafață de 375 ha, integral marine.

## Localizare
Centrul sitului Fondali di Scilla este situat la coordonatele 38°15′33″N 15°42′50″E / 38.259167°N 15.713889°E.

## Înființare
Situl Fondali di Scilla a fost declarat sit de importanță comunitară în septembrie 1995 pentru a proteja 1 specie de animale. Situl a fost protejat și ca arie specială de conservare în iunie 2017.

## Biodiversitate
Situată în ecoregiunea mediteraneană, aria protejată conține 2 habitate naturale: Straturi cu Posidonia (Posidonion oceanicae), Recifuri.
La baza desemnării sitului se află o specie protejată de  mamifere: delfin mare (Tursiops truncatus).
Pe lângă speciile protejate, pe teritoriul sitului au mai fost identificate 2 specii de mamifere, 8 specii de nevertebrate, 1 specie de pești.